# Физика атомов и молекул

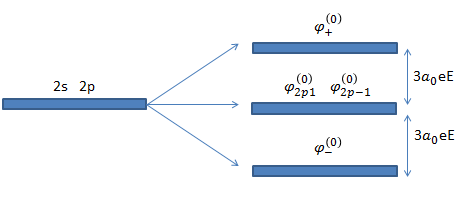

Фи́зика а́томов и моле́кул — раздел физики, изучающий внутреннее строение и физические свойства атомов, молекул и их более сложных объединений (кластеров), включая их возбуждённые, ионизированные, эксимерные и другие слабосвязанные формы как индивидуальных микроскопических субъединиц материи, а также физические явления при низкоэнергетических (не затрагивающих целостность атомных ядер) элементарных актах взаимодействия этих объектов между собой и с элементарными частицами (главным образом электронами, протонами и фотонами) и воздействии электрических и магнитных полей.
При изучении физики атомов и молекул основными являются такие экспериментальные методы (широко применяемые также в химии для аналитических целей), как спектроскопия и масс-спектрометрия со всеми их разновидностями, некоторые виды хроматографии, резонансных методов и микроскопии, теоретические методы квантовой механики, статистической физики и термодинамики. Физика атомов и молекул тесно взаимосвязана с молекулярной физикой, в которой изучаются (коллективные) физические свойства тел в различных агрегатных состояниях на основе рассмотрения их микроскопического (атомно-молекулярного) строения, а также с некоторыми разделами химии (структурная химия, термохимия, кинетика, квантовая химия и др.)
Среди основных направлений исследований:
- физика атомных кластеров
- физика сложных молекул
- физика ридберговских атомов — высоковозбуждённых состояний атомов
- атомы и молекулы при сверхнизких температурах и бозе-эйнштейновская конденсация